# 余文楽
余 文楽（ショーン・ユー、英: Shawn Yue、1981年11月13日 - ）は、香港生まれ（籍貫は広東省台山市）の映画俳優、歌手である。
友達と尖沙咀をぶらついていた時にスカウトされモデルとしてデビュー。2002年に台湾版『あすなろ白書』で掛居役を演じ、人気急上昇。愛称に阿楽、楽楽などがある。

## 主な出演作（映画）
- 憂いを帯びた人々／憂憂愁愁的走了 - Leaving in Sorrow（2001）※香港インディペンデント映画祭2017で上映
- 一碌蔗（2002）
- ニューオプション 香港新指令（CS放映題）／飛虎雄獅（2002）
- インファナル・アフェア／無間道（2002）
- 恋の風水バトル（CS放映題）／行運超人（2003）
- 次の駅は天后（CS放映題）／下一站...天后（2003）
- 百分百感覺2003（2003）
- インファナル・アフェア 無間序曲／無間道II（2003）
- ジェイ・チョウを探して／尋找周杰倫（2003）※DVDスルー
- 我的大o舊父母(In laws out laws)（2004）
- 1：99 電影行動／1：99　電影行動（2004）※DVDスルー
- ベルベット・レイン／江湖（2004）
- インファナル・アンフェア 無間笑／精装追女仔2004（2004）※DVDスルー
- 我要做Model（2004）
- 鄧小平1928（Deng Xiaoping In 1928）（2004）
- インファナル・アフェアIII　終極無間／無間道III 終極無間（2004）
- ブラッディ・レイン／黑白戰場（2005）※DVDスルー
- 頭文字D THE MOVIE／頭文字D（2005）
- ドラゴン・スクワッド／猛龍（2005）
- 春田花花同學會（2006）
- イザベラ／伊莎貝拉（2006）※2006年東京国際映画祭で上映、後にDVD化
- かちこみ! ドラゴン・タイガー・ゲート／龍虎門（2006）
- 臥虎（2006）
- 妄想〜Diary〜／妄想（2006）※DVDスルー
- ラブ・イン・ザ・シティ／男才女貌（2006）※2007年東京国際映画祭で上映
- 危險人物（2007）
- インビジブル・ターゲット／男兒本色（2007）
- 愛は墓の中まで（CS放映題）／塚愛（2007）
- 些細なこと／破事兒（2007）※2008年東京国際映画祭ほかで上映
- 軍鶏〜shamo〜／軍鷄（2008）
- プレイボーイ・コップス（CS放映題）／花花型警（2008）
- 第一誡（2008）
- The Moss〜エメラルドの童話〜（CS放映題）／青苔（2008）
- アイ・カム・ウィズ・ザ・レイン／I Come with the Rain（2009）
- 同門（2009）
- ホット・サマー・デイズ／全城熱戀熱辣辣（2010）※2010年東京国際映画祭で上映、後にDVD化
- 恋の紫煙／志明與春嬌（2010）※2010年東京国際映画祭で上映
- CHILD'S EYE【チャイルズ・アイ】（BS放映題）／童眼（2010）
- 荒村公寓（2010）
- レジェンド・オブ・フィスト 怒りの鉄拳／精武風雲・陳真（2010）
- レイン・オブ・アサシン／剣雨（2010）
- 2番目の女／情謎（2012）※第7回大阪アジアン映画祭で上映
- 恋の紫煙2／春嬌與志明（2012）※2012年東京国際映画祭・第8回大阪アジアン映画祭で上映
- モーターウェイ ／車手（2012）
- フライング・ギロチン／血滴子（2013）
- ファイアー・レスキュー／救火英雄（2013）
- アバディーン／香港仔（2014）※第10回大阪アジアン映画祭で上映
- ヘリオス 赤い諜報戦／赤道（2015）
- ワイルド・シティ／迷城（2015）
- 誰がための日々（中国語版）／一念無明（2016）※第12回大阪アジアン映画祭で上映(映画祭時邦題「一念無明」)
- 恋の紫煙3／春嬌救志明（2017）※第13回大阪アジアン映画祭で上映
- -悟空伝-／悟空傳（2017）
- 狂獣 欲望の海域／狂獸（2017）

## 主な出演作（テレビドラマ）
- あすなろ白書（台湾版）
- グッドモーニング上海
- 不死鳥の如く
- パンダマン（カメオ出演）

## PV
- 浜崎あゆみ - fated（2007）
- 浜崎あゆみ - glitter（2007）